# Mauvais Contact

Mauvais Contact est une nouvelle écrite par Idris Seabright, pseudonyme de Margaret St. Clair, parue en 1954.
Son titre original est « Short in the Chest ».
Elle a notamment été publiée en France dans le recueil Histoires de guerres futures (1984).

## Résumé
Sonya est membre des Marines, et elle est très fière d'appartenir à cette Arme d'élite.
Dans le cadre du Programme de la « Baisse des tensions psychologiques inter-armes », il est prévu qu'elle copule (c'est le terme administratif) chaque mois avec un autre militaire d'une autre Arme, que ce soit l'Aviation, l'Infanterie, la Navale, etc. Ce militaire lui est attribué au cours d'une procédure aléatoire.
D'habitude, les femmes copulent sans trop de problème avec les autres militaires. Mais certaines ont des problèmes et éprouvent certaines résistances. Elles prennent alors une pilule d'œstrogène leur permettant de supporter cet acte sexuel qu'elles n'apprécient pas forcément.
Et quand ça va encore plus mal, elles vont consulter un robot-psychiatre qui écoute leurs doléances et essaie de les raisonner et de trouver une solution.
Ce jour-là, Sonya est donc chez le robot-psychiatre, à qui elle explique que le mois précédent, elle a eu une relation sous œstrogène avec un gars de l'Aviation, et que ça s'est mal passé. Bref, ce fut un « mauvais contact » sexuel, en quelque sorte.
Elle précise au robot-psychiatre qu'elle déteste les gars de l'Aviation, avec leur morgue insensée ! Elle ajoute aussi que la fois suivante, c'est-à-dire il y a quelques jours, ayant appris qu'elle devait encore copuler avec un gars de l'Aviation, elle a pris illégalement deux pilules d'œstrogène, et que ça s'est encore plus mal passé ! Que faire ? Quel conseil avoir ? Ça ne peut plus durer...
Le robot-psychiatre lui répond que c'est normal : ce n'est pas à cause d'elle qu'elle n'ait pas été réceptive à l'acte sexuel, mais c'est à cause des deux militaires de l'Aviation. Ce sont des égoïstes ; non : des salauds. La prochaine fois, elle n'aura qu'à avoir une arme avec elle. Si ça se passe mal, elle n'aura qu'à envoyer à son partenaire une rafale dans la poitrine pour lui apprendre comment respecter les Marines. Non mais ! Puis elle ira se dénoncer à ses chefs en expliquant les raisons de son acte et en invoquant sa bonne foi.
Sonya demande si le robot est sûr de lui ; celui-ci lui répond que sa solution est évidente.
Sonya quitte enchantée le robot-psychiatre, dont un bruit dans le thorax laisse à penser qu'il subit les effets d'un « mauvais contact » électronique. C'est pour cela d'ailleurs que depuis plusieurs jours, il conseille aux femmes engagées dans le corps des Marines de liquider sans ménagement les hommes des autres Armes avec lesquels elles devront bientôt copuler.
Tout cela au nom de la réduction de la tension inter-armes, c'est évident.

## Préface
Le recueil Histoires de guerres futures est précédé d'une préface générale ; de surcroît chacune des nouvelles bénéficie d'une préface individuelle.
Dans sa préface à la nouvelle, Jacques Goimard a notamment indiqué avec humour :
« (...) Si le soldat est naturellement agressif, il rencontre son premier adversaire non pas chez l'ennemi, qui est loin, mais parmi les autres soldats qu'il côtoie quotidiennement. De là d'innombrables occasions de vider les vieilles querelles ancestrales : celles des hommes et des femmes, celle des uns et des autres, etc. Comment voulez-vous faire fonctionner une institution dans ces conditions ? »